# Caecilia subnigricans
Caecilia subnigricans — вид безногих земноводних родини черв'яг (Caeciliidae). 

## Поширення
Поширений на північному заході Південної Америки. Трапляється на тихоокеанському узбережжі західної частини Колумбії в регіоні Чоко, від кордону з Еквадором, на північ до нижнього басейну річки Магдалена в Колумбії та на схід до басейну озера Маракайбо (штат Сулія), штатів Фалькон, Барінас і Тачира у Венесуелі. Населяє сезонні та вологі тропічні рівнинні ліси від рівня моря до 1040 м над рівнем моря.